# Ганкелева матрица
Квадратная матрица {\displaystyle A} порядка {\displaystyle n} называется ганкелевой матрицей (по имени немецкого математика Г. Ганкеля), если на всех диагоналях, перпендикулярных главной, стоят равные элементы:
{\displaystyle A={\begin{pmatrix}a_{1}&a_{2}&a_{3}&\cdots &a_{n}\\a_{2}&a_{3}&a_{4}&\cdots &a_{n+1}\\a_{3}&a_{4}&a_{5}&\cdots &a_{n+2}\\\vdots &\vdots &\vdots &\ddots &\vdots \\a_{n}&a_{n+1}&a_{n+2}&\cdots &a_{2n-1}\end{pmatrix}},}
то есть в отличие от теплицевой матрицы ганкелева матрица всегда является симметричной. Ганкелевы матрицы полностью определяются элементами {\displaystyle a_{1}}, {\displaystyle a_{2}}, …, {\displaystyle a_{2n-1}}. Эти элементы называются образующими ганкелевой матрицы.

## Примеры
- Единичная матрица порядка {\displaystyle 2}: {\displaystyle E_{2}={\begin{pmatrix}1&0\\0&1\end{pmatrix}}.}

- Матрица вида {\displaystyle {\begin{pmatrix}1&2&3&4&5\\2&3&4&5&6\\3&4&5&6&7\\4&5&6&7&8\\5&6&7&8&9\end{pmatrix}}.}

## СЛАУс Ганкелевой матрицей
Для решения систем линейных уравнений с ганкелевой матрицей применяют алгоритм Тренча, имеющий сложность {\displaystyle O(n^{2})}.